# Nebregošte
Nebregoshtë en albanais et Nebregošte en serbe latin (en serbe cyrillique : Небрегоште) est une localité du Kosovo située dans la commune/municipalité de Prizren et dans le district de Prizren/Prizren. Selon le recensement kosovar de 2011, elle compte 579 habitants, dont une majorité de Bosniaques.
Le village est également connu sous d'autres noms albanais comme Nebreg.

## Démographie

### Évolution historique de la population dans la localité
| 1948 | 1953 | 1961 | 1971  | 1981  | 1991  | 2011 |
| ---- | ---- | ---- | ----- | ----- | ----- | ---- |
| 742  | 802  | 994  | 1 394 | 1 369 | 1 391 | 579  |

|  |

### Répartition de la population par nationalités (2011)
En 2011, les Bosniaques représentaient 99,65 % de la population.